# منطقة غير مترجمة

بنية الرنا المرسال في الإنسان mRNA ومكوناته

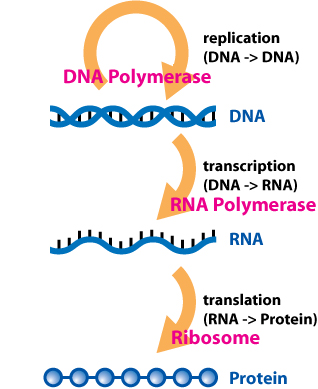
مسار البيانات الجينية في الخلية: يُنسخ الدنا وينتج منه جزيء الرنا المرسال في النواة. ويخرج الرنا المرسال حاملا البيانات إلى الخلية ويقوم بترجمة النسخ إلى بروتين.

منطقة غير مترجمة في علم الجينات (بالإنجليزية:
untranslated region, واختصارها UTR ) هي منطقة تحد الرنا المرسال ليست مشفرة لإنتاج البروتين .
الرنا المرسال يكون مشفرا لإنتاج بروتين معين ، وعندما يقوم الريبوسوم (أحد مكونات الخلية الحية) بترجمة تتابع الأحماض الأمينية عن طريق نقل سلسلة بوليببتيد بواسطة نسخ تتابع القواعد فينتج البروتين المعني. ولكن توجد بعض أجزاء تتابع النوكليتيدات في ال حمض نووي ريبوزي رسول ولا يكون لها ترجمة ، بالتالي فهي لا تنتج بروتينا.
في الرنا المرسال لـ حقيقيات النوى توجد نوعين من المناطق تترجم ، ولكن منطقتهما غير مترجمة تحد الرنا المرسال من جهتيه : عند النهاية 5′-End ومي منطقة تسمى 5′-UTR, والأخرى عند الطرف 3′-End وتسمى 3′-UTR. وتبدأ 5′-UTR عند بدء النسخ ويسكنها كودون بدء ، واما المنطقة من 3′-UTR فهي تبدأ خلف الكودون الختامي ويمتد إلى نقطة النهاية للنسخ.
كذلك في رنا المرسال لـ حقيقيات النوى توجد أيضا تلك المنطقتين ، إلا أن تلك المنطقة الغير مترجمة 5′-UTR قد يصل طولها إلا عدة مئات من النوكليوتيدات ، و المنطقة الغير مترجمة الأخرى 3′-UTR فقد تحتوي على أكثر من ألف من النوكليوتيدات . 
وبالإضافة إلى ذلك فيحمل الرنا المرسال لحقيقيات النوى مكاطق غير مترجمة أخرى قبل المنطقة 5′-UTR وهي تسمى منطقة تغطية 5′-Cap-Strukture وخلفها ذيل Polyadenyl (أنظر الشكل) .

## أقرأ أيضا
- كودون بدء
- ثلاثية قواعد
- طفرة الحذف
- اضطراب صبغي
- طفرة
- طفرة إطار التسطير
- منطقة مشفرة
- قالب قراءة مفتوح